# Medalla de Victoria de la Segunda Guerra Mundial
La Medalla de Victoria de la Segunda Guerra Mundial fue una condecoración otorgada por el Ejército y la Armada estadounidense, creada por ley bajo el Congreso a mediados de julio de 1945. Conmemora a todo el personal militar activo o reservista que sirvió en las fuerzas armadas y el gobierno de Filipinas durante la Segunda Guerra Mundial entre el 7 de diciembre de 1941 y el 31 de diciembre de 1946.

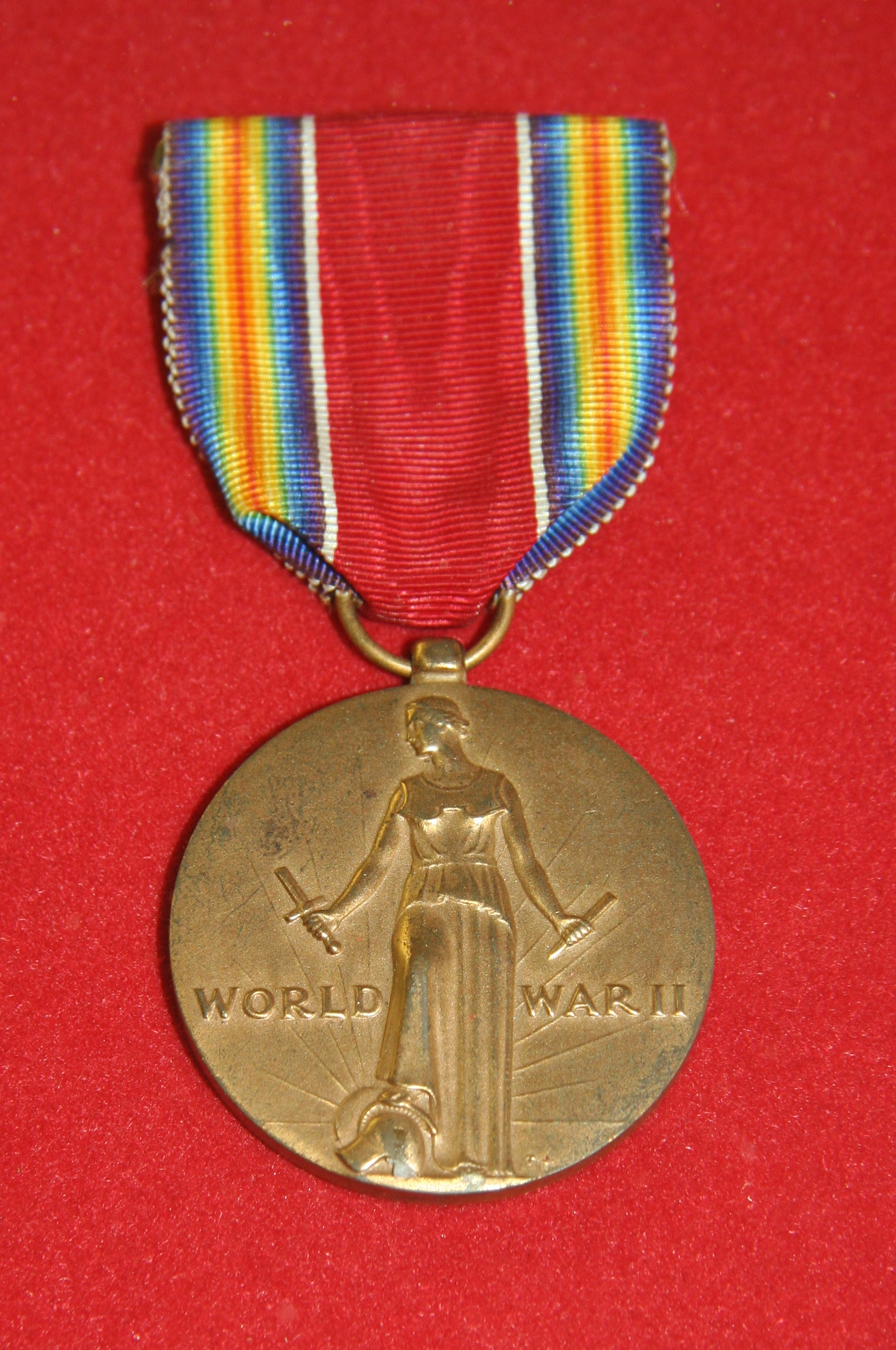
Anverso
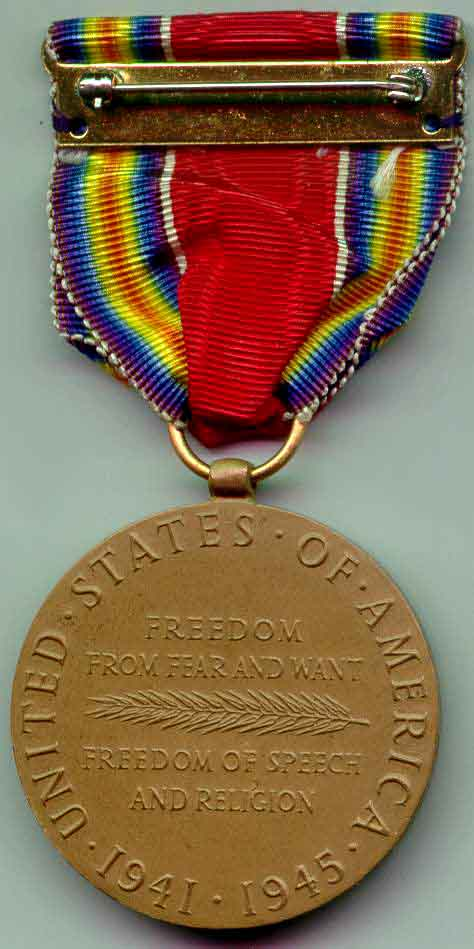
Reverso